# نان خرما و گردو
نان خرما و گردو (انگلیسی: Date and walnut loaf) یک نوع نان تهیه شده با خرما و گردو در بریتانیا است. این نان بیشتر اوقات با چای نیز برای دادن رنگ تیره تهیه می‌شود.
این نان برای اولین بار در اسکاتلند درست شد، اما در کشورهایی مانند استرالیا و نیوزیلند و کشورهای درون اتحادیه کشورهای مشترک‌المنافع پرطرفدار است.